# Roberto Figueredo Lora
Roberto Figueredo Lora (Santiago, Cuba, 13 de septiembre de 1894 - Ciudad de Guatemala, Guatemala, 8 de mayo de 1974), fue un deportista costarricense de origen cubano.
Fue hijo de José Figueredo y Figueredo (1865-1917), activista de la independencia de Cuba y después prominente vecino de la ciudad de Alajuela, y Anita Lora y Yero (m. 1929; hija del caudillo independentista cubano Saturnino Lora y Torres, protagonista del Grito de Baire), quienes se establecieron en Costa Rica a los pocos meses de su nacimiento, como exiliados políticos. Hermano suyo fue el médico y diplomático Viriato Figueredo Lora. Contrajo nupcias en San José en enero de 1916 con Sarita Villegas Braun, hija del general Rafael Villegas Arango, con la que tuvo una hija, Anita Figueredo Villegas, primera mujer costarricense que se graduó como doctora en medicina.
Cursó estudios en el Liceo de Costa Rica y en la Escuela de Derecho de Costa Rica, donde se graduó de bachiller en leyes. Fue secretario privado del Ministro de Guerra y Marina José Joaquín Tinoco Granados. De mayo a septiembre de 1919 fue diputado propietario por Alajuela. Años más tarde fue Jefe del Resguardo Fiscal.
Desde su adolescencia demostró grandes dotes para los deportes, entre ellos el atletismo, la natación, el boxeo, el patinaje, el polo y especialmente el fútbol. Fue el principal promotor del fútbol en la juventud alajuelense a principios del decenio de 1910 y el primer capitán del equipo Liga Deportiva Alajuelense, fundado en 1919. Participó en numerosas competencias nacionales y regionales, entre ellos los Juegos Centroamericanos del Centenario de la Independencia, efectuados en Guatemala en 1921, donde obtuvo numerosas medallas en atletismo y otros deportes. Posteriormente estableció su residencia en Guatemala y fue uno de los principales jugadores y difusores del fútbol en ese país, donde también destacó como entrenador y cronista deportivo. Fue integrante del Comité Olímpico Costarricense. 
También escribió poesía y varios de sus versos fueron recogidos en una antología de poetas costarricenses publicada en 1946.
Figueredo fue arrestado en 1950 por vinculación con uno de los crímenes más notorios en la historia de Costa Rica: el robo de la imagen y joyas de la Virgen de los Ángeles en la basílica ubicada en la ciudad de Cartago, durante el cual fue asesinado un vigilante. Figueredo fue inicialmente condenado como autor intelectual del crimen, pero una apelación redujo su culpabilidad al "encubrimiento", por lo que se le impusieron dos años de prisión.